# Lista över Kuwaits emirer
Kuwaits emir är landets statschef.
Nedan följer en lista över Kuwaits härskare sedan 1752. Titeln emir började användas efter att landet erhöll självständighet från Storbritannien år 1961.
| Namn                               | Ämbetsperiod                         | Titel                  |
| ---------------------------------- | ------------------------------------ | ---------------------- |
| Sabah I ibn Jabir al-Sabah         | 1752 – 1762                          | Sheikh                 |
| Abdullah I ibn Saba al-Sabah       | 1762 – 1814                          | Sheikh                 |
| Jabir I ibn Abdullah al-Sabah      | 1814 – 1859                          | Sheikh                 |
| Sabah II ibn Jabir al-Sabah        | 1859 – 1866                          | Sheikh                 |
| Abdullah II ibn Sabah al-Sabah     | 1866 – 1892                          | Sheikh                 |
| Muhammad ibn Sabah al-Sabah        | 1892 – 17 maj 1896                   | Sheikh                 |
| Mubarak I ibn Sabah al-Sabah       | 18 maj 1896 – 28 november 1915       | Sheikh                 |
| Jabir II al-Mubarak al-Sabah       | 28 november 1915 – 5 februari 1917   | Sheikh                 |
| Salim al-Mubarak al-Sabah          | 5 februari 1917 – 22 februari 1921   | Sheikh                 |
| Ahmad al-Jabir as-Sabah            | 22 februari 1921 – 29 januari 1950   | Sheikh                 |
| Abdullah III al-Salim al-Sabah     | 29 januari 1950 – 24 november 1965   | Sheikh, Emir från 1961 |
| Sabah III al-Salim al-Sabah        | 24 november 1965 – 31 december 1977  | Emir                   |
| Jabir al-Ahmad al-Jabir as-Sabah   | 31 december 1977 – 15 januari 2006   | Emir                   |
| Saad al-Abdullah as-Salim as-Sabah | 15 januari 2006 – 24 januari 2006    | Emir                   |
| Sabah al-Ahmad al-Jabir as-Sabah   | 24 januari 2006 – 29 september 2020  | Emir                   |
| Nawaf al-Ahmad al-Jabir al-Sabah   | 29 september 2020 – 16 december 2023 | Emir                   |
| Mishal al-Ahmad al-Jabir al-Sabah  | 16 december 2023 –                   | Emir                   |